# Siyabonga Ngezana
Siyabonga Ngezana (n. 15 noiembrie 1997, Sebokeng, Gauteng, Africa de Sud) este un fotbalist sud-african, care joacă pe post de fundaș la FCSB în SuperLiga României. Pe plan internațional, are prezențe la națională pentru Africa de Sud, Africa de Sud U20⁠(d) și Africa de Sud U23⁠(d).